# والورده (کومونه)
والورده (به ایتالیایی: Valverde) یک کومونه در ایتالیا است که در استان کاتانیا واقع شده‌است. والورده ۵٫۵ کیلومتر مربع مساحت و ۷٬۸۵۵ نفر جمعیت دارد و ۵۶۷ متر بالاتر از سطح دریا واقع شده‌است.